# サギ師一平
『サギ師一平』（サギしいっぺい）は、週刊漫画TIMESで連載された漫画。原作者：西陽一、漫画：宮田淳一。芳文社より全3巻で単行本化されている。これを元にオリジナルビデオが制作された。

## 単行本
芳文社コミックスより全3巻
1. （1998年10月）ISBN 978-4832227774
2. （1999年9月）ISBN 978-4832227903
3. （2001年9月）ISBN 978-4832228603

## オリジナルビデオ
第1作から第3作まで萩原流行主演、第4作から第7作まで羽賀健二主演。アンカー・フィルムズより発売。1から7までVHSでリリースされ、その後、1から3までは2015年7月3日にDVD化リリースされた。4から7までネット配信で観ることができる。
- サギ師一平1（2000年4月7日）
- サギ師一平2（2000年4月7日）
- サギ師一平3（2000年4月28日）
- サギ師一平4 おカネ大好き!（2000年6月23日）
- サギ師一平5 ダマシ大好き!（2000年9月29日）
- サギ師一平6 リベンジ!（2000年12月22日）
- サギ師一平7 絵画大好き!（2001年3月30日）

### サギ師一平（第1作 - 第3作）
記載なしは萩原流行版全3作

#### キャスト（第1作 - 第3作）
- 一平：萩原流行
- サキ：小松みゆき
- 源次郎(ゲンさん)：深水三章
- 大河原総合病院 院長 大河原：中谷彰宏（1）
- 東藤物産 社長 キジマ：佐原健二（1）
- さくらローン ゴンドウ：鶴岡修（2）
- 山城沙代子（山北商事社長の娘）：江口尚（2）
- 杉坂康史（杉坂グループの御曹司）：新田純一（3）

#### スタッフ（第1作 - 第3作）
- 監督：村田忍
- 製作：今泉武久
- 原作：宮田淳一・西陽一 週刊漫画times連載（芳文社）刊より
- 脚本：占部銀四郎（1・2）、笠原邦暁（3）
- プロデューサー：斉藤謙司・佐藤義孝（1）、斉藤謙司（2・3）
- 撮影：川崎龍治
- 照明：太田耕治
- 録音：大宮健司
- 助監督：旭正嗣（1）、桜井雅彦（2・3）
- 記録：内藤あい子（1）、長谷川まゆみ（2・3）
- 編集：神谷信武
- 製作担当：山下秀治
- VE：大沼一利
- 監督助手：納戸正明（1）、小原直樹・田中覚（2・3）
- 小道具：秋葉孝
- スタイリスト：片柳利依子（2・3）
- 衣裳：濱崎洋（1）、久保田かおる（2・3）
- メイク：中谷圭子
- 音楽：山川繁
- 効果：脇坂孝行
- 整音：山本逸美（1）、関谷行雄（2・3）
- EED：石川高史（1）、荒井和紀（2・3）
- スチール：奥川彰
- 製作進行：堀内蔵人（1）、堀内蔵人・深津智男（2・3）
- 製作：アンカー・ビジュアルネットワーク（1）、アンカー・フィルム（2・3）、オフィス点

### 第4作（サギ師一平4 おカネ大好き!）
2000年6月23日に発売されたオリジナルビデオ。75分。

#### キャスト（第4作）
- 一平：羽賀研二（4・5・6・7）
- サキ：本杉美香（C.C.ガールズ）（4・5・6・7）
- 源次郎(ゲンさん)：深水三章（4・5・6・7）
- 角盈男（4）
- 山本ゆか里（4）
- 田中弘太郎（4）
- 横須賀蓉美（4）

#### スタッフ（第4作）
- 監督：桜井雅彦
- 製作：今泉武久
- 原作：宮田淳一、西陽一
- 脚本：笠原邦暁
- 撮影：小川洋一（J.S.C.）
- 照明：太田耕治
- 録音：大宮健司
- 編集：神谷信武
- 制作：アンカー・フィルムズ／オフィス点
- 発売：アンカー・フィルムズ
- 販売：アンカー・ビジュアルネットワーク

### キャスト（第5作 サギ師一平5 ダマシ大好き!）
- 杉本夕子
- 朝比奈順子

### キャスト（第6作 サギ師一平6 リベンジ!）
- 松藤裕子
- 大塚良重
- 河西健司

### キャスト（第7作 7サギ師一平 絵画大好き!）
- 投資家：水谷ケイ
- 石川絵里